# Bardo tödol
A Bardo tödol (Wylie:Bar-do thosz-grol vagy Bar-do thosz-grol Chenmo, teljes leírásban Bar di'i gdams pa thos pa tsam gyis grol ba, azaz „Bardo útmutatás, amelynek puszta hallatán elérhető a megszabadulás”) vagy ismertebb nevén a Tibeti halottaskönyv, „A hallás által megszabadító bardo útmutatás nagykönyve” egyike a Tibetben ismert, a köztes lét (bardo) állapotaiból való megszabadulást elősegítő misztikus szöveggyűjteményeknek.
A Bardo tödol halotti szertartáskönyv, amely a tibeti buddhizmus, elsősorban annak nyingmapa rendjének halállal kapcsolatos hiedelmeit, ismeretanyagát tartalmazza. A szertartás szerint a haldoklás kezdetétől a halál bekövetkeztén keresztül az azt követő időszak (köztes lét, bardo) során mintegy negyvenkilenc napig olvassák fel a haldoklónak, hogy utat mutassanak az újjászületések körforgásából (szanszára) való megszabadulásra. A felolvasás folyamata független attól, hogy maga a test milyen állapotban van ez alatt az időszak alatt, fizikai valójában létezik-e vagy már elhamvasztották. A tibeti buddhizmus szerint a lélek mindaddig jelen van, amíg nem dőlt el véglegesen az újjászületés mikéntje, az új test minősége.
A szöveg ún. kincsirat, (terma), a hagyomány szerint Padmaszambhavától ered, aki azt a 8. században elrejtette, majd később Karma Lingpa megtalálta és közkinccsé tette. Többféle iskola tanulmányozta a szöveget, így a könyv is több változatban jelent meg a későbbiekben.
Első nyugati fordítása a vallásbölcsész Walter Evans-Wentz nevéhez kötődik, aki Kazi Dava Samdup láma segítségével angolra fordította a 20. század elején. 1927-ben jelent meg először Oxfordban, Tibeti halottaskönyv címmel. Ennek hamarosan több fordítása jelent meg különböző nyelveken, a német fordítás Luise Göpferd-March munkája, ennek magyar fordítása jelent meg 1984-ben Hetényi Ernő átültetésében. Kara György tibetológus professzor 1986-ban szöveghű, hiteles fordítást jelentetett meg A köztes lét könyve címmel.

## A bardo

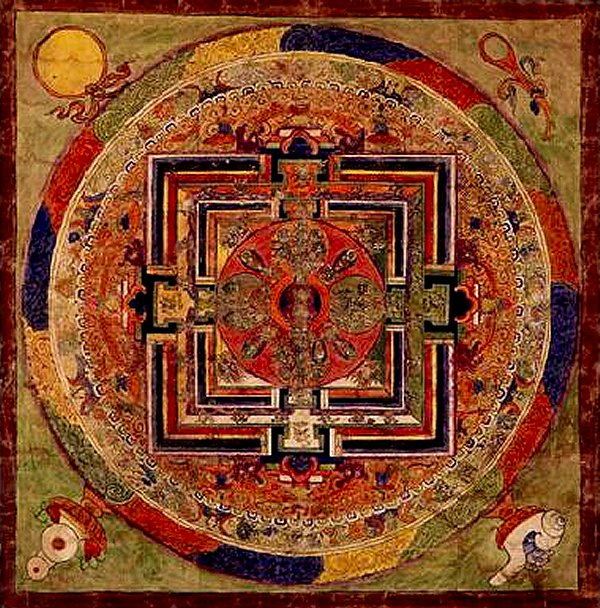
A Bardo tödol mandalája

A bardo valójában a köztes lét, a létköz elnevezése, a halál utáni és az új újjászületés közötti lét elnevezése, de az élőlény létezési szintjének átmeneti állapotait, azaz egyfajta tudatállapotait is bardónak nevezik. A tibeti buddhizmus szerint az élőlények tudatállapota, valójában a létállapotuk nem stabil, haláluk után olyan állapotba kerülnek, amelyről semmit nem tudnak azelőtt. Egyedül a változatlanság illúzióját keltő mögöttes tudat, vagy tiszta tudat (rigpa) állandó. A buddhizmus szerint az átmeneti időszakok a legalkalmasabbak az állapotváltások, a mögöttes tiszta tudat felismeréséhez. Egy adott tudatállapot során képtelenek vagyunk magát a tudatot vizsgálni, hiszen a mögöttes ént lefedi a megszokás, de az átmeneti állapotok alatt, változáskor a tudatállapot is vizsgálható.
Buddha tanításai során az élet folyamán elérhető megszabadulást tanította, ezért a halál utáni köztes létről meglehetősen keveset adott át tanítványainak. A korai buddhista iskolák egy része el sem fogadta a köztes lét fogalmát, például a théraváda buddhista iskola nem ismeri el annak létezést, mivel Buddha szövegei ezt nem tartalmazták. Más iskolák szerint azonban kikövetkeztethető a fogalom, így a 4. században Vaszubandhu nagy összefoglaló művében (Abidharmakósa-bhásja), amely a világ leírását tartalmazza, már megemlíti. Vaszubandhu szerint Buddha azt tanította, hogy a halál pillanata és az újjászületés közötti állapotban a lény ún. gandharva formában létezik, aminek jelentése „aki szagokat eszik”. A lény kinézete ebben az állapotában már hasonlít ahhoz a formához, amiben újjászületni készül, mérete egy hatéves gyereknek felel meg, csak az istenek és más gandharvák számára látható, érzékszervei tökéletesek és nem lehet céljától (újjászületés) eltéríteni.
Bár a köztes lét több mahájána-szútrában (pl. az anyaméhbe kerülés szútrája, azaz a Garbhávakrántinirdésa-szútra) a köztes lét fogalmát igazából a tantrikus buddhizmus, azaz a vadzsrájana terjesztette ki. Az egyéni életciklus négy szakaszát, amelyet Vaszubandhu már vizsgált, egyesítette a három buddhatest (trikája) elméleteivel és önálló tantrajóga iskolát alakított ki (anuttarajóga-tantra, vagyis legfelsőbb jógatantra)). A tibeti buddhizmus bardo tanításait két indiai mesterre, Tilópára és Nárópára vezetik vissza (kb. a 10. század).
A tibetiek hat tudatállapotot, azaz bardót különböztetnek meg, amelyekből hármat életünkben, hármat a halálunk után tapasztalunk meg.

### Az élet során megtapasztalható bardo
- Az emberi élet bardója (szkjena bardo) ami a napközbeni éber tudatállapotnak felel meg, ennek a tudatállapotnak korlátozott a cselekvő- és megismerőképessége
- Az álom bardója (milam bardo), ami alatt a megélt álmokra ugyan nem emlékszünk, vagy az álmok kaotikusnak, zavarosnak tűnnek, de határozott jelentéstartalommal bírnak, üzenetet hordoznak a szamszkárák törvényei és a jobbféltekés asszociációs logikai rend szerint. Tudatos kontrollal jógagyakorlatok során úrrá lehetünk álmainkon, az itt szerzett tapasztalatokat felhasználhatjuk a halál utáni köztes létben való eligazodás során.
- A meditációs állapot bardója (csamtan bardo). A meditáció során egyfajta koncentrációval módosult tudatállapot jön létre, illetve a tudat tiszta természete is megismerhető segítségével.

### A halál utáni bardók

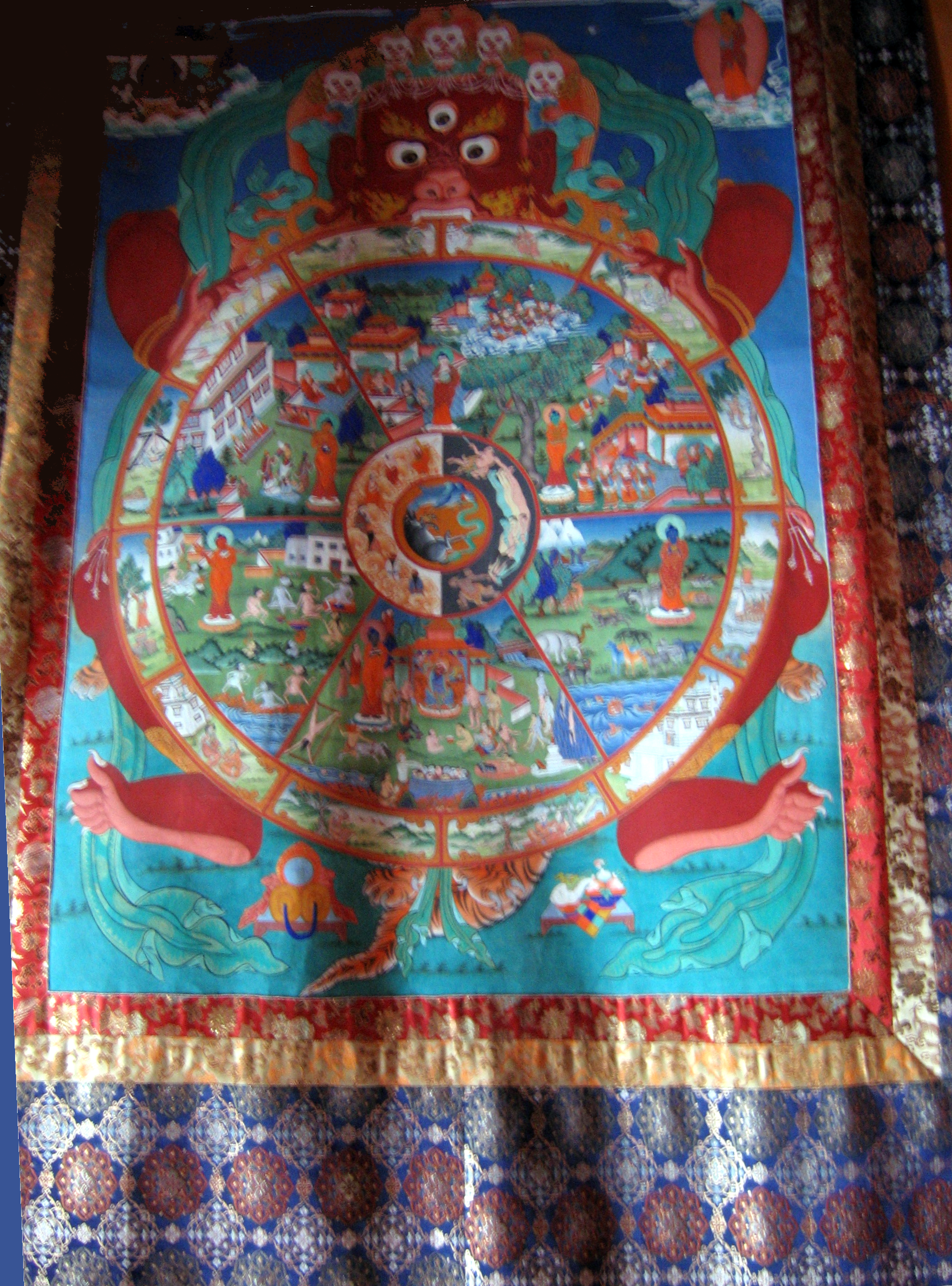
A karmikus lét útját tibeti thangka a buddhista kozmológia hat érzéki lét birodalmával (Ladak)

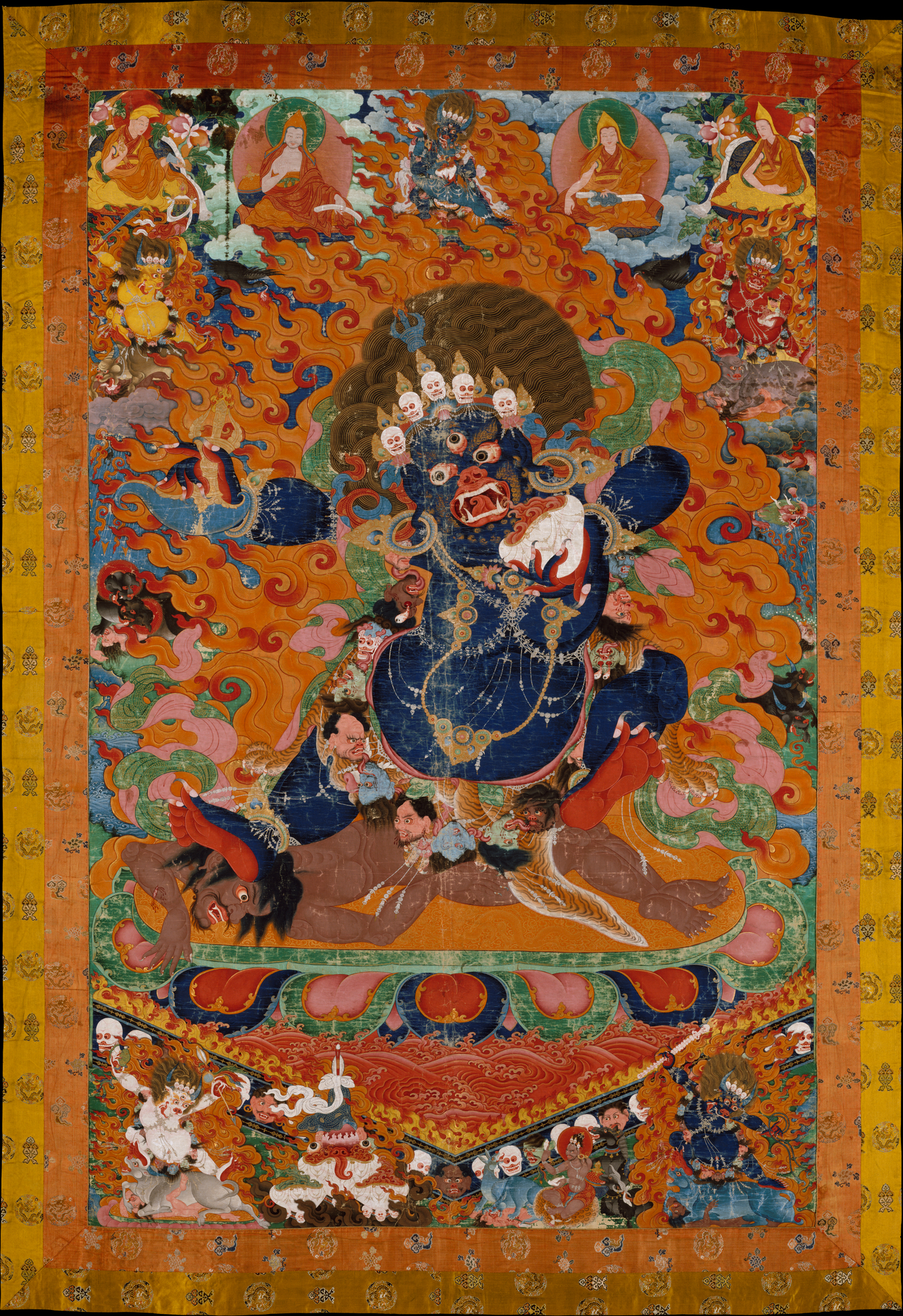
Jáma, 17. század vége - 18. század eleje, Tibet, Metropolitan Művészeti Múzeum

A tibeti buddhisták, gyakorlók és lámák életük nagy részében a halálra készülnek, hogy ezen kiemelt jógaidőszak alatt feltárhassák a mögöttes én, az állandó tudat valódi természetét. Amíg a buddhizmusban gyakorlottak felkészülnek az „igazság pillanatának” felismerésére, addig a közemberek segítségre szorulnak egy láma személyében, aki végigvezeti őket a haldoklástól negyven napig tartó időszakban azon az úton, amelynek során megragadhatják mögöttes, állandó, tiszta tudati valójukat, és kiléphetnek az állandó létforgatag (szamszára) kényszerítő világából. Ez a kiugrás nem szükségszerű, különleges képesség kell hozzá, de van esélye a megszabadulásnak pusztán attól, hogy a haldoklónak felolvassák a Bardo tödolt.
A tibeti tanítások szerint a halál első pillanataiban az énünk illúziója összeomlik, érzeteinket kusza, kaotikus gondolatfolyamok lepik el, mivel ezek ismeretlenek számunkra, félelem lesz úrrá rajtunk. A megszokás azt diktálja, hogy már ismert emberi tudati sémákhoz térjünk vissza, tudatmaradványunk emberi formában igyekszik újjászületni, egy új emberi anyaölbe menekül. Ahogy az itt növekedő embrió tudatállapota (szkjena bardo) beágyazódik új lételemébe, előző életünk emlékeit fokozatosan elfelejtjük.
Csikai bardo – A haldoklás bardója. A haldoklás a testi leépülés folyamata, melynek végén a haldokló elhagyja testét. A tibetiek a négy elem kölcsönhatásának segítségével szemléltetik ezt a folyamatot. Kezdetben a haldokló nagy nyomást érzékel az egész testfelületen, a tibetiek ezt a jelenséget úgy hívják, hogy a „föld vízbe merül”. Majd jéghidegség érzetet tapasztal a haldokló, később ezt tűzforróság érzete követi. A tibetiek szerint ekkor „a víz tűzbe merül”. Később úgy érezni, mintha a test atomjaira bomlana, ezt úgy nevezik, hogy „a tűz levegőbe merül”. Előfordulhat a fülekben érzett nagy nyomás érzete, viszketés, úgy tapasztalja a haldokló, hogy a teste lelágyul, elfolyósodik. A medence tájékáról kisugárzó hányinger, remegés, amely a fejtetőt elérve robbanás érzetét kelti, majd intenzív vakító fényességet tapasztalni (a tibetiek szerint ez a Tudat tiszta természetének ősfénye), amely után megszűnik a tudat. Megszűnik a belső légzés, beáll a halál.
A fénnyel való egyesülés teljesíti be az emberi életet, ez ad értelmet az ember életének, hiszen az eddig csak meditáció útján megtapasztalható egyesülés isteni eredetű és természetű. A gyakorlatlan ember tudata a fénnyel együtt kialszik és a tudatműködésből csak kettő marad meg, a raktártudat és a manasz. A manasz automatikusan felébreszti a halott tudatát ájultságából az egyén raktártudata segítségével, egyúttal lemásolja az elhunyt alakját, személyiségét, amíg új bardotestben nem születik újjá. A bardotest megszilárdulása után a csikai bardo szakasza lezárul, de mivel ez a test elzárja a fény útját, így az elhunyt nem tud az ősfénnyel egyesülni, ezért a lámák célja az, hogy még ebben a szakaszban elősegítsék az egyesülést.
Csönyid bardo – A valóságos átélésének bardója. Az új bardotest formája teljesen megegyezik a fizikai testünk formájával, de tulajdonságai szabadon megváltoztathatók, mivel tiszta tudati kivetülés. Így, mivel erre nem érvényesek a földi természeti törvények, különleges képességekkel rendelkezik, mint az álombeli test. Például tud repülni, átmehet a falakon, teleportálni tud, sebezhetetlen, alakváltó. A körülötte lévő világ kivetülése a megszokott környezete, amennyiben kötődik környezetéhez, vagy hirtelen halállal hal meg.
Nem tudni pontosan, hogy az elhunyt bardotest melyik világban tartózkodik, a mi világunkban, vagy valamilyen túlvilágban, de ennek nincs is jelentősége, a köztes létben kóborló tudat mindkét világot egyformán érzékeli. Ezzel együtt ez az érzékelés sokkal mélyebb, kifinomultabb és sokrétűbb. Találkozhat például hozzá hasonló bolyongó elhunyttal is (karmikus árnyak), akiknek létét képes érzékelni. Saját tudatállapota, az álmok jellegéhez hasonlóan lehet rémisztő (ha megrémül attól, hogy már meghalt) és nyugodt is, ha pozitív érzések uralják lelkiállapotát. Első esetben gyászolóinak csoportjából kiváló rémalakot érzékel, aki tudatát üldözi, második esetben olyasvalakit, aki segítségére jön, és végigvezeti a bardo állapotain. Ezeket a segítőket a tibetiek istenségeknek tartják, megvilágosodott lényeknek. A csönyid bardo első hét napján naponta megjelenik egy segítő, akik szabadon változtathatják alakjukat. Bár ezek a lények a haldokló tudatának kivetülései, különböző tudati aspektusok megszemélyesítései, hatalmas energiát közvetítenek. A haldokló az idő előrehaladtával egyre kevésbé képes tudatával átfogni az emberi világ tényeit, hiszen magasabb szinten érzékel már, vizuálisan úgy látja a világot, mintha az valamilyen halvány derengő térben úszna. Ha a haldokló a segítő lényeknek a természetét felismeri, annak a fény ebben a térben újra megjelenik, amellyel aztán egyesülve elérheti a végső felébredést.
A csönyid bardo átlagosan kétszer hét napig tart, ekkor megjelenik a halott elmúlt élete iránt érzett vágyódás, szimbolikusan Jáma, a halál istene elszámolásra ösztönzi a halottat, de ő maga nem ítél és nem vádol, a halott átéli cselekedeteit mások szemszögéből is. Ekkor a tökéletesedés iránti vágy ébred benne, ezzel kezdetét veszi az újramegtestesülés következő bardója. A tibeti lámák nem tartják ezt a folyamatot tudatosnak, legtöbben álomszerűen haladnak át ezen a szakaszon.
Szidba bardo – Az újjászületések bardója. A vágyódás után a halott egyfajta erotikus látomást érzékel, melynek során eldől, milyen nemű lesz újjászületése után. Ha előtte férfiakhoz vonzódott, nőként, ha nőkhöz, férfiként fog újjászületni. Az újraszületése a karmája által meghatározott világban, azaz környezetben és hajlamokkal történik. A Bardo tödol leírja a megszabadulás lehetőségét még az újjászületés előtt, azaz ismerteti azokat a módszereket, amelyekkel el lehet zárni az anyaölbe vezető utat a bardóban, de ez a tudatosság megtartásától függ, és rendkívüli fegyelmet és gyakorlást igényel.

## Magyarul
- Tibeti halottaskönyv. A halál utáni átmeneti állapotból hallás útján való megszabadulás yogája; Kazi Dawa-Damdup lama fordítása és W. Y. Evans Wentz összeállítása alapján ford. Hetényi Ernő; Buddhista Misszió, Bp., 1984
- A köztes lét könyvei. Tibeti tanácsok halandóknak és születendőknek; tibetiből ford., előszó, szómagyarázó, bibliogr. Kara György, szövegközti rajzok tibeti és mongol fanyomatok, kéziratok nyomán Sz. Bodnár Éva; Európa, Bp., 1986
- Tibeti halottaskönyv. A bardó útmutatás nagykönyve; ford., bev., jegyz. Agócs Tamás, tan. Kelényi Béla; Cartaphilus, Bp., 2009
- A köztes lét könyvei. Tibeti tanácsok halandóknak és születendőknek; ford., előszó Kara György; Fapadoskonyv.hu, Bp., 2010 (Kelet klasszikusai)
- Tibeti halottaskönyv. A bardó tanítás nagykönyve; ford., bev., jegyz. Agócs Tamás, előszó Őszentsége a Dalai Láma, ford. Mirczik Bálint; Szenzár–Helikon, Bp., 2016
- A tibeti halottaskönyv. A nagy megszabadulás hallás által a köztes létben; Guru Rinpocse nyomán Karma Lingpa; jegyz. Csögyam Trungpa Rinpocse; Magyarországi Karma Kagyüpa Buddhista Közösség–Buddhista Meditáció Központ, Bp.–Tar, 2016